# 20e arrondissement (Parijs)
Het 20e arrondissement is een van de 20 arrondissementen van Parijs. De oppervlakte bedraagt 5,98 km².

## Wijken
Zoals alle arrondissementen, is ook het 20e opgedeeld in vier kwartieren (quartiers in het Frans).
- Quartier de Belleville
- Quartier de Saint-Fargeau
- Quartier du Père-Lachaise
- Quartier de Charonne

## Bezienswaardigheden
- Cimetière du Père-Lachaise, begraafplaats met veel beroemdheden

### Parken
- Parc de Belleville
- Jardin Naturel

## Bevolking
| Jaar | Bevolking | Dichtheid      |
| ---- | --------- | -------------- |
| 1936 | 208.115   | 34.779 inw/km² |
| 1962 | 199.310   | 33.307 inw/km² |
| 1968 | 188.921   | 31.571 inw/km² |
| 1975 | 175.795   | 29.378 inw/km² |
| 1982 | 171.971   | 28.738 inw/km² |
| 1990 | 184.478   | 30.829 inw/km² |
| 1999 | 182.952   | 30.574 inw/km² |
| 2015 | 195.556   | 32.702 inw/km² |

- Bibliothèque nationale de France: cb11955560b (data)
- Gemeinsame Normdatei: 4574625-4
- International Standard Name Identifier: 0000 0000 9459 2588
- Virtual International Authority File: 139255365
- WorldCat: E39PBJpDWBCMjRdgpkjfyyWdQq